# Макхейл, Кевин
Эта статья о спортсмене. Для статьи о певце и актёре см. Макхейл, Кевин (актёр)
Ке́вин Э́двард Макхе́йл (англ. Kevin Edward McHale; родился 19 декабря 1957 года в Хиббинге, штат Миннесота) — американский профессиональный баскетболист хорвато-ирландского происхождения, выступавший тринадцать сезонов за команду Национальной баскетбольной ассоциации «Бостон Селтикс», и тренер. По окончании карьеры игрока Макхейл работал генеральным менеджером «Миннесоты Тимбервулвз», а позже главным тренером клуба. В июне 2009 года он был уволен с занимаемой должности, работал аналитиком на каналах NBA TV и Turner Sports. С 2011 по ноябрь 2015 года работал главным тренером «Хьюстон Рокетс». Входит в число 50 величайших игроков в истории НБА. Член Зала славы баскетбола.

## Карьера
Кевин Макхейл родился в семье Пола Остина Макхейла (англ. Paul Austin McHale) и Жозефины Патрисии Старцевич (англ. Josephine Patricia Starcevich) в Хиббинге, штат Миннесота. В средней школе Хиббинга Кевин был одним из лучших баскетболистов, получил почетное звание «Мистер баскетбол Миннесоты» (1976) и привел свою команду ко второму месту в чемпионате штата. Впоследствии был включен в школьный зал славы (1997).

### Университет Миннесоты
По окончании средней школы Хиббинга, Кевин Макхейл поступил в университет Миннесоты, где провел все 4 года обучения (1976—1980). Играл за университетскую команду «Миннесота Голден Гоферс» на позиции тяжёлого форварда, в среднем за студенческую карьеру, Макхейл набирал 15,2 очка и делал 8,5 подбора. Он дважды вошёл в символическую студенческую сборную конференции All-Big Ten в 1979 и 1980 годах и до сих пор занимает пятое место в истории университета по количеству набранных очков (1704) и второе по подборам (950). В 1995 году во время празднования 100-летия университета Миннесоты он был признан лучшим игроком в истории этого вуза.

### 1980—1987: «Большая тройка»
В 1980 году на драфте НБА Макхейл был выбран под общим 3-м номером командой «Бостон Селтикс», где провёл всю свою дальнейшую игровую карьеру на протяжении 13 сезонов. Перед драфтом Рэд Ауэрбах совершил ряд удачных обменов. В сентябре 1979 года команду покинул недовольный Боб Макаду, взамен «Селтикс» получили игрока «Детройт Пистонс» М. Л. Карра — специалиста по защите, а также права на два выбора на драфте 1980 года. У «Селтикс» были права на 1-й и 13-й номера выбора на драфте 1980 года. Ауэрбах обменял их на Роберта Пэриша — центрового из «Голден Стэйт Уорриорз» — и право на 3-й номер выбора на драфте, под которым был выбран Кевин Макхейл. Пэриш, Ларри Бёрд и Макхейл в будущем стали известны как «Большая тройка».
Под руководством главного тренера Билла Фитча баскетболисты «Селтикс» успешно закончили сезон 1980/81 годов. Макхейл выходил со скамейки, подменяя в основном Бёрда и Седрика Максвелла. По итогам регулярного чемпионата Кевин Макхейл вошёл в первую сборную новичков. В финале конференции «Бостон» второй год подряд встречался с «Филадельфией». После неудачного старта серии «Селтикс» проигрывали 1-3, команда нашла в себе силы сравнять счёт. Благодаря блок-шоту Макхейла за 16 секунд до конца в шестой игре «Селтикс» одержали победу в матче и сравняли счёт в серии. В седьмом матче серии «Бостон» переиграл «Филадельфию» со счётом 91:90. В финале чемпионата «Селтикс» смогли одолеть «Хьюстон Рокетс», в составе которых играл Мозес Мэлоун.
«Селтикс» не удалось пробиться в финал НБА в течение последующих двух сезонов. В розыгрыше плей-офф 1982 года «Бостон» вновь отыгрывался со счёта 1-3 против «Севенти Сиксерс», но на этот раз уступил в седьмом матче серии. В плей-офф сезона 1982/83 годов баскетболисты «Селтикс» проиграли во всех четырёх матчах серии с «Милуоки Бакс». После этого поражения Билл Фитч ушёл в отставку.
В 1983 году контракт Макхейла истекал, и он мог перейти в «Нью-Йорк Никс». Однако Кевин, только что включённый во вторую пятёрку сборной звёзд защиты НБА, предпочёл остаться в «Бостоне», став одним из самых высокооплачиваемых игроков Лиги (по условиям четырёхлетнего контракта он должен был получать 1 миллион долларов в год — выше зарплата была только у Мэлоуна, Джулиуса Ирвинга и Джека Сикмы). В сезоне 1983/84 годов новым тренером «Селтикс» был назначен бывший игрок клуба Кей Си Джонс. Макхейл по итогам сезона получил награду лучшему запасному игроку НБА. В 1984 году он впервые получил приглашение на Матч всех звёзд НБА. «Бостон» закончил чемпионат с 62 победами при 20 поражениях и после трёхлетнего перерыва вышел в финал НБА. В напряжённой серии с «Лос-Анджелес Лейкерс» команда одержала победу со счётом 4-3.
В 1985 году Макхейл выиграл награду лучшему запасному игроку НБА во второй раз подряд — такое случилось впервые за историю этой награды. В 1985 году «Бостон» вновь встретился с «Лейкерс» в финале, на этот раз чемпионом стала команда из Лос-Анджелеса. Это был первый раз, когда «Селтикс» проиграли «Лейкерс» в финале, и первый раз, когда они проиграли решающий матч на домашнем паркете «Бостон-гардена». В межсезонье состав «Бостона» пополнил Билл Уолтон, пришедший из «Лос-Анджелес Клипперс». Он был звёздным игроком во время выступлений за «Портленд Трэйл Блэйзерс», но с самого начала карьеры его преследовали травмы, и в «Бостоне» Уолтон стал игроком, выходящим со скамейки.

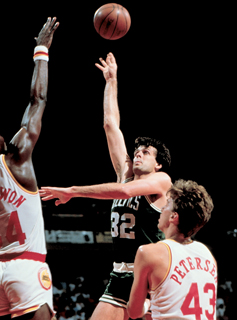
Макхейл вместе с лёгким форвардом Ларри Бёрдом и центровым Робертом Пэришем составляли «Большую тройку»

«Селтикс» образца сезона 1985/86 годов были одной из сильнейших команд в истории НБА. С середины сезона 1985/86 годов Макхейл стал игроком стартовой пятерки. «Бостон» выиграл 67 игр по ходу сезона, а на домашнем паркете баскетболисты одержали 40 побед, проиграв всего один матч. Ларри Бёрд в третий раз подряд получил награду самому ценному игроку НБА, а Уолтон выиграл награду лучшему запасному игроку НБА. Сам Макхейл был включён в первую пятёрку сборной звёзд защиты НБА. В финале плей-офф «Бостон» одержал победу над «Хьюстон Рокетс» и в 16-й раз стал чемпионом лиги.
Благодаря обмену с «Сиэтл Суперсоникс», куда ушёл Джеральд Хендерсон, «Бостон» имел право на 2-й номер выбора на драфте 1986 года. Руководство команды приняло решение выбрать Лена Байаса — многообещающего игрока из Мэрилэнда. Фанаты считали, что Байас станет серьёзным усилением «Селтикс» в будущем, но спустя всего 2 дня после драфта Байас погиб от передозировки кокаина. Несмотря на смерть игрока, который мог стать лидером команды в будущем, «Селтикс» оставались грозной силой.

### 1987—1990: Пик карьеры
В сезоне 1986/87 годов, в свой седьмой год в лиге, Макхейл стал одним из доминирующих тяжёлых форвардов. Сезон стал лучшим в его карьере, он достиг максимальных статистических показателей по набранным очкам (26,1) и подборам (9,9). Он также стал первым игроком в истории НБА, атакующим с шестьюдесятью процентами реализации бросков (60,4 %) и восемьдесят процентов или более с линии штрафного броска (83,6 %). Макхейл был выбран в первую сборную всех звёзд НБА и в первую сборную всех звёзд защиты НБА. «Бостон» завершил регулярный сезон с показателями 59 побед при 23 поражениях. 27 марта в матче плей-офф против Чикаго Макхейл сломал ладьевидную кость на правой ноге. Он игнорировал советы врачей о том, что усугубление травмы может привести к завершению карьеры, и продолжил играть. Бостон снова выиграл титул чемпионов Восточной конференции и вышел в финал НБА. «Селтикс» уступили «Лейкерс» в серии из шести матчей; в следующий раз «Бостон» попадёт в финал лишь 21 год спустя. Только после окончания сезона Макхейл, со сломанной ногой отыгрывавший в среднем по 40 минут в каждом из матчей финальной серии, позволил себе лечь на операцию.
В сезоне 1987/88 годов Макхейл преодолел планку в 10000 набранных очков за карьеру, стал лидером лиги по проценту попаданий с игры и в третий раз подряд был выбран в первую сборную звёзд обороны НБА. «Селтикс» одержали 57 побед при 25 поражениях и вышли в финал Восточной конференции, где проиграли «Детройт Пистонс» в шести матчах. По окончании сезона команду покинул наставник Кей Си Джонс, отработавший в «Селтикс» 5 сезонов. Новым главным тренером стал его помощник Джимми Роджерс.
После шести игр сезона 1988/89 годов Ларри Бёрду потребовалась операция по удалению костных тканей на обеих пятках. Бёрд не успел восстановиться к играм плей-офф, и баскетболисты «Селтикс» проиграли «Детройту» в первом раунде плей-офф.
Сезон 1989/90 стал последним, в котором Макхейл был достаточно здоров, чтобы сыграть во всех 82 играх регулярного чемпионата. В нём он помог команде одержать 52 победы в чемпионате. Разыгрывающий Брайан Шоу (второгодка) уехал играть в Европу из-за споров вокруг размеров контракта. Ларри Бёрд, вернувшийся после полученных травм, подвергся резкой критике со стороны товарищей по команде, в том числе и Макхейла. Причиной стали большое количество бросков Ларри и его попытки доминирования на площадке во всех играх. Основную часть сезона Макхейл выходил на замену, выполняя привычную для себя роль «шестого игрока», но при этом набирая в среднем по 20,9 очка за игру. «Селтикс» уверенно начали серию против «Никс», одержав две победы подряд, однако затем проиграли три матча подряд, включая решающую игру перед домашней публикой в «Бостон-гардене». Это было унизительное поражение, после которого Роджерса отправили в отставку. Новым главным тренером стал его помощник — бывший игрок «Селтикс» Крис Форд.

### 1990—1993: Закат «Большого трио»
Под руководством Форда «Селтикс» выдали многообещающее начало сезона 1990/91 (29-5), но затем травмы получили Макхейл (голеностоп) и Бёрд (спина). Макхейл пропустил 14 игр регулярного сезона, а Бёрд — 22. «Бостон» улучшил показатели прошлого сезона, доведя количество побед до 56. В полуфинале плей-офф 1991 года «Селтикс» столкнулись с «Пистонс» четвёртый год подряд, уступив в серии из шести матчей.
В сезоне 1991/92 из-за травмы спины Макхейл сыграл всего лишь 56 игр регулярного чемпионата (худший результат в карьере), Бёрд всего 45. «Бостон» боролись за попадание в плей-офф большую часть регулярного чемпионата, выиграв 15 из последних 16 игр, и закончили сезон с 51 победой. В первом раунде «Селтикс» обыграли «Индиана Пэйсерс», затем потерпев поражение в семи играх полуфинала конференции от более молодых игроков «Кливленд Кавальерс». Бёрд ушёл из НБА спустя три месяца после победы на Олимпийских играх 1992 года в Барселоне в составе команды США.
Сезон 1992/93 стал последним в игровой карьере Макхейла в НБА. Макхейл играл в 71 играх, жаловался на травмы ноги и спины. Он набирал в среднем лишь 10,7 очка за игру и с процентом реализации 45,9 % — более низкой его результативность была только в первый год в НБА. Выйдя в плей-офф, «Селтикс» были выбиты из колеи потерей Реджи Льюиса — форварда, набиравшего около 21 очка в среднем за игру и бывшего лучшим бомбардиром команды в регулярном сезоне. Во время первого матча серии плей-офф против «Шарлотт Хорнетс» он потерял сознание на площадке. Позднее выяснилось, что у Льюиса серьёзные проблемы с сердцем. Макхейл блестяще отыграл в серии, набирая в среднем 19,6 очка за игру с процентом реализации 58 (в том числе 30 очков во втором матче в «Бостон Гарден»). Однако «Селтикс» уступил «Хорнетс» в четырёх играх. Во время послематчевой пресс-конференции Кевин Макхейл объявил о завершении карьеры. Он провёл 13 сезонов в составе «Селтикс», выиграв три чемпионских титула.

### Характеристика игрока

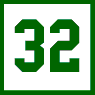
Номер «32» был изъят из обращения в «Селтикс» и навечно закреплен за Макхейлом в 1994 году.

Во второй половине 80-х годов Макхейл считался одним из лучших тяжёлых форвардов ассоциации — высокий, подвижный, с хорошим средним броском, отличной игрой в защите. Макхейл был необыкновенно цепок и универсален в обороне. Он с одинаковым успехом мог опекать игрока на позиции центрового, то есть располагавшегося спиной к кольцу «Бостона», и игрока полевого, играющего лицом к кольцу и отходящего далеко в поле, а также успешно подстраховывал. В лиге Макхейла недолюбливали за «грязную» игру: в борьбе под кольцом он использовал колени, локти, плечи, расталкивая и провоцируя оппонента.
Его соперники вспоминают: Макхейл был на редкость надоедлив и настырен, — стоило один раз отмахнуться, он только этого и ждал: тут же изображал падение, и судьи наказывали игрока, которого на самом деле вывел из себя сам Макхейл.
Макхейл был частью одной из лучших передних линий в истории лиги вместе с лёгким форвардом Ларри Бёрдом и центровым Робертом Пэришем (автор «Энциклопедии „Бостон Селтикс“» Питер Бьяркман ставит её на второе место после знаменитой связки Майкен-Миккелсен-Поллард из «Миннеаполис Лейкерс», но признаёт, что комментаторы из Новой Англии отдали бы предпочтение именно ей). Трио, более известное как «Большая тройка», пять раз выводили «Селтикс» в финал НБА и трижды завоевывали титул чемпионов НБА в 1981, 1984 и 1986. В «Бостонском трио» Кевин занимает второе место после Пэриша по подборам и второе место по результативности после Бёрда. Он стал вторым игроком в истории «Бостон Селтикс» по накрытым броскам за карьеру и первым — по накрытым броскам за игру. Три сезона подряд Макхейла включали в Первую сборную всех звёзд защиты НБА (1986-88) и ещё три раза он был включён во вторую сборную (1983, 1989, 1990). В 1984 и 1985 годах он получал титул Лучшего шестого игрока НБА. Кроме того, за всю карьеру он 7 раз становился участником матчей всех звёзд НБА (1984, 1986—1991). Закончил карьеру игрока Макхейл в 1993 году. За 13 лет в НБА он набирал 17,9 очка и 7,7 подбора в среднем за игру.
30 января 1994 года в честь Кевина Макхейла номер «32» был изъят из обращения в «Бостон Селтикс» и навечно закреплен за ним. В 1999 году Макхейл был включен в Зал славы баскетбола.

## После завершения игровой карьеры

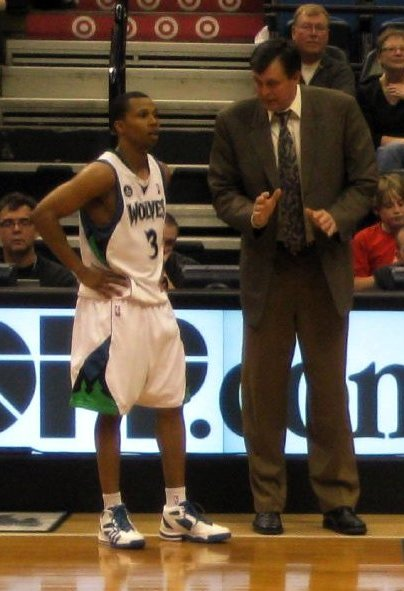
Кевин Макхэйл инструктирует Себастьяна Телфэйра.

По окончании карьеры игрока в 1994 году, Кевин Макхейл стал помощником генерального менеджера «Миннесоты Тимбервулвз», а затем — вице-президентом по баскетбольным операциям (генеральным менеджером). На посту генерального менеджера Макхейл запомнился выбором школьника Кевина Гарнетта на драфте НБА 1995 года под 5-м номером. После окончания сезона 1999/2000 годов Кевин Макхейл был вовлечен в скандал о тайной договоренности по контракту Джо Смита, связанной с нарушением установленного для клуба потолка зарплат. Смиту предположительно пообещали многомиллионный контракт в будущем, если он подпишет с «Миннесота Тимбервулвз» контракт ниже рыночной цены. Лига позже обнаружила нарушения и приняла решение отстранить игрока от игр в НБА на один год, а также строго наказала клуб, лишив пяти выборов в первом круге драфта (позже два были возвращены), оштрафовав на рекордную сумму в 3,5 миллиона долларов и отстранив Макхейла от работы на год. С 1997 года «Тимбервулвз» восемь раз подряд проходили в плей-офф, где проигрывали в первом раунде и лишь однажды добрались до финала западной конференции — в сезоне 2003/04 годов, где уступили «Лейкерс» со счётом 4-2.
Накануне сезона 2004/05 годов «Тимбервулвз», только что побывавшие в финале конференции, располагали одной из пяти самых больших платежных ведомостей в НБА (72 миллиона долларов), и аналитики рассматривали «волков» в качестве одного из претендентов на чемпионство. Однако после 20 поражений в 32 матчах (и при общем балансе 25-26 с начала сезона) Макхейл уволил главного тренера Флипа Сондерса, проводившего в клубе свой десятый сезон. Макхейл взял на себя роль главного тренера до конца сезона, по итогам которого «Тимбервулвз» впервые с 1996 года не вышли в плей-офф. Несмотря на то, что под его руководством клуб одержал 19 побед при 12 поражениях, Макхейл затем отказался от должности главного тренера. В межсезонье на этот пост был назначен Дуэйн Кейси. Вплоть до марта 2009 года Макхейл продолжил работать генеральным менеджером клуба.
В середине сезона 2006/07 годов Макхейл уволил Кейси, назначив на его место помощника главного тренера Рэнди Уиттмана. За полтора года с командой показатель побед/поражений Кейси составил 53-69, а в момент его увольнения команда шла с показателем 20-20. После его ухода, под руководством Рэнди Уиттмана, команда одержала всего лишь 12 побед и потерпела 30 поражений и не вышла в плей-офф, 19 апреля 2007 года руководство клуба заявило, что Макхейл и Уиттман продолжат свою работу в команде в следующем сезоне 2007/08 и не будут уволены.
С 2004 года на протяжении 3 сезонов «Тимбервулвз» не могли выйти в игры плей-офф, и руководство приняло решение начать перестройку команды. Перед драфтом 2007 года Кевин Макхейл договорился со своим бывшим партнером по команде Денни Эйнджем, занимавшим пост генерального менеджера «Бостон Селтикс», по поводу перехода многолетней звезды «Тимбервулвз», Кевина Гарнетта, в «Бостон» в обмен на Эла Джефферсона, Тео Рэтлиффа, Себастьяна Телфэйра, Райана Гомеса и Джеральда Грина. Уже в следующем сезоне Гарнетт помог «Селтикс» победить в чемпионате НБА и был назван оборонительным игроком года, заняв третье место в голосовании на звание самого ценного игрока.
После ужасающего старта «Миннесоты» (4-15) в сезоне 2008/09 годов последовала отставка тренера Рэнди Уиттмана (в общей сложности выигравшего с «Тимбервулвз» в этом качестве только 38 матчей из 143) и назначение на эту должность Кевина Макхейла, которого владелец «Миннесоты» Глен Тейлор одновременно сместил с поста вице-президента по баскетбольным операциям. Макхейл руководил командой в 63 матчах, одержав 20 побед. В июне 2009 года он был уволен с занимаемой должности. После ухода из «Миннесоты» Кевин работал на телевидении аналитиком на каналах NBA TV и Turner Sports.
Летом 2011 года Кевин Макхейл стал главным тренером команды «Хьюстон Рокетс», на этом посту он сменил Рика Адельмана. В свой второй сезон в качестве главного тренера «Хьюстона», в сезоне 2012/13 годов, Макхейл построил игру вокруг Чендлера Парсонса и приобретённого за пять дней до начала игр Джеймса Хардена, заставил «Рокетс» быстро и агрессивно играть в нападении и вывел команду в плей-офф НБА, где она уступила в первом раунде «Оклахома-Сити Тандер» со счётом 4-2. Слабым местом команды была игра в обороне — «Рокетс» пропускали в среднем по 102,5 очка за игру, что было 28-м результатом в лиге. Клуб выходил в плей-офф и в следующие два года, а в сезоне 2014/2015 даже добрался до финала Западной конференции, но, несмотря на это, Макхейл был уволен с поста главного тренера «Рокетс» уже в начале следующего сезона, когда команда потерпела 7 поражений в 11 стартовых матчах, пропуская в среднем по 106,5 очка за 100 владений и занимая 24-е место по эффективности в нападении.

## Личная жизнь
30 июня 1982 года Макхейл женился на Линн Спиермен (англ. Lynn Spearman). У Кевина и Линн Макхейлов пятеро детей: Кристин, Майкл, Иосиф, Томас и Саша. 24 ноября 2012 года, их дочь Александра (Саша) Макхейл умерла в возрасте 23 лет в больнице, куда она попала 10 ноября с диагнозом волчанка.
Кевин Макхейл сыграл самого себя в двух эпизодах популярного ситкома «Cheers»: «Cheers Фолаут» (Сезон 9, эпизод 2) и «Куда все половицы уходят» (сезон 10, эпизод 8).